# 地下墓穴

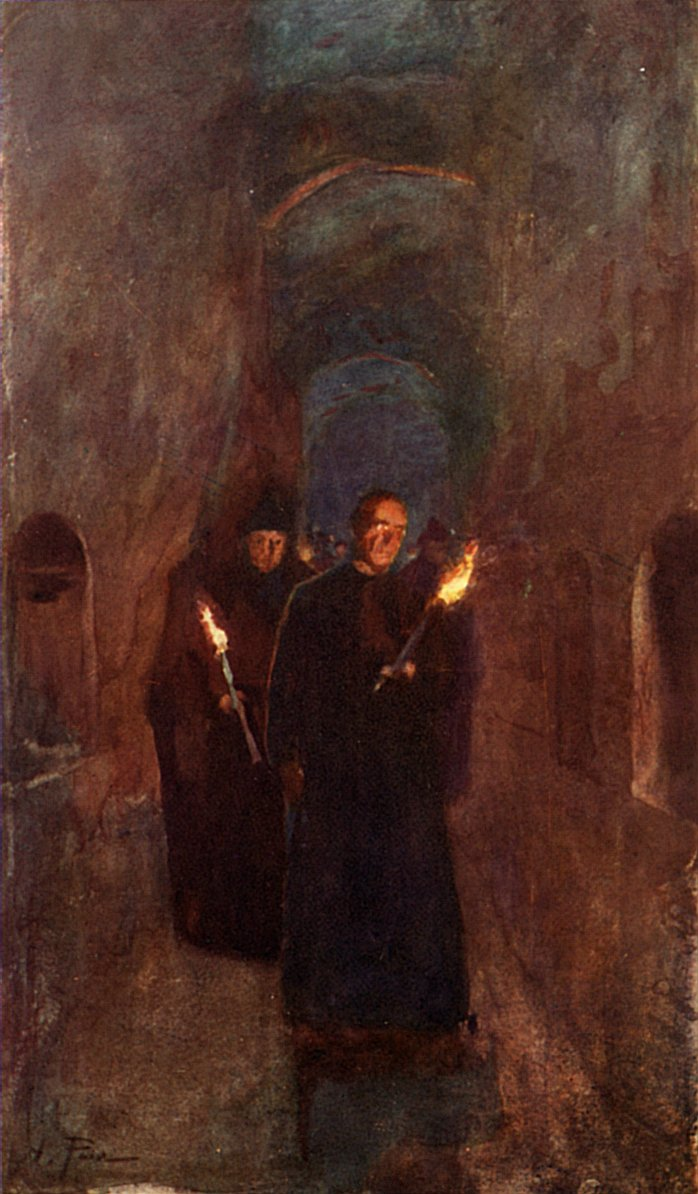
罗马教宗加理多一世地下墓穴中的一次游行。

地下墓穴（英語：Catacombs）是因宗教原因，人造的地下通道。虽然任何用于埋葬目的的地下空间都可被称作“地下墓穴”，但是“地下墓穴”这个词一般都会与羅馬帝國联系起来。